# Episodi di Golden Boy
La prima e unica stagione della serie televisiva Golden Boy è stata trasmessa in prima visione assoluta negli Stati Uniti da CBS dal 26 febbraio al 14 maggio 2013.
In Italia la stagione è andata in onda in prima visione a pagamento su Premium Crime, canale della piattaforma Mediaset Premium, dal 18 settembre all'11 dicembre 2013. In chiaro è stata trasmessa da TOP Crime dal 3 febbraio al 17 marzo 2015.
| nº | Titolo originale     | Titolo italiano            | Prima TV USA     | Prima TV Italia   |
| -- | -------------------- | -------------------------- | ---------------- | ----------------- |
| 1  | Pilot                | Il poliziotto              | 26 febbraio 2013 | 18 settembre 2013 |
| 2  | The Price of Revenge | Il prezzo della vendetta   | 5 marzo 2013     | 25 settembre 2013 |
| 3  | Young Guns           | Segreti inconfessabili     | 8 marzo 2013     | 2 ottobre 2013    |
| 4  | Role Models          | Una vita esemplare         | 12 marzo 2013    | 9 ottobre 2013    |
| 5  | Vicious Cycle        | Circolo vizioso            | 19 marzo 2013    | 16 ottobre 2013   |
| 6  | Just Say No          | Basta dire no              | 26 marzo 2013    | 23 ottobre 2013   |
| 7  | McKenzie on Fire     | Un proiettile per McKenzie | 2 aprile 2013    | 30 ottobre 2013   |
| 8  | Scapegoat            | False identità             | 9 aprile 2013    | 6 novembre 2013   |
| 9  | Atonement            | Espiazione                 | 16 aprile 2013   | 13 novembre 2013  |
| 10 | Sacrifice            | Il sacrificio              | 23 aprile 2013   | 20 novembre 2013  |
| 11 | Longshot             | Un incidente fuori campo   | 30 aprile 2013   | 27 novembre 2013  |
| 12 | Beast of Burden      | Il peso dei ricordi        | 7 maggio 2013    | 4 dicembre 2013   |
| 13 | Next Question        | Prossima domanda?          | 14 maggio 2013   | 11 dicembre 2013  |

## Il poliziotto
- Titolo originale: Pilot
- Diretto da: Richard Shepard
- Scritto da: Nicholas Wootton

### Trama
7 anni dopo: Clark si sta facendo intervistare da un giornalista.
7 anni prima: L'agente di polizia Walter Clark sventa con il suo collega una rapina, ma quando il compagno di pattuglia viene ferito, Walter riesce prontamente a salvargli la vita. In ospedale, ormai considerato un eroe, gli viene concesso di scegliere un dipartimento a suo piacere nel quale essere promosso. Entra così a far parte del Dipartimento Omicidi di New York City, anche se in maniera non convenzionale visto che sarebbe richiesta un'esperienza minima decennale. Fa così la conoscenza dei suoi nuovi colleghi: il detective più popolare, Christian Arroyo, che si rivelerà essere senza scrupoli pur di raggiungere la notorietà; la dolce Debora McKenzie, collega di Arroyo dal passato travagliato; il mite e saggio Don Owen, che diventerà il suo collega fisso. Anche se all'inizio tra i due non scorre buon sangue, presto tra Owen e Clark nascerà una profonda amicizia che li farà diventare imbattibili.
- Ascolti Stati Uniti: telespettatori 10 560 000[4]

## Il prezzo della vendetta
- Titolo originale: The Price of Revenge
- Diretto da: Jace Alexander
- Scritto da: Nicholas Wootton

### Trama
7 anni dopo: Clark assiste ad un funerale da lontano poiché la vittima era un suo informatore e non vuole entrare in conflitto con la sua famiglia e i suoi amici.
7 anni prima: Clark e Owen pranzano alla tavola calda dove Agnes, la sorella di Walter, lavora; Clark nota una persona uscire di nascosto dalla finestra e con Owen, dopo un burrascoso inseguimento, riescono ad acciuffare il sospetto, e con stupore Clark si accorge che si tratta di una ragazza che ha la stessa età della sorella. Il nome di questa è Natasha, che prima di andare al distretto avverte i due agenti che sa dove possa esserci un cadavere, dopo i primi rilievi si pensa che Natasha sia coinvolta nell'omicidio, e durante le indagini di Clark e Owen, Arroyo, sempre più invidioso di Clark, interroga alla centrale Natasha finendo con il colpirla in faccia; da quel momento Clark la prenderà sotto la sua ala protettrice. Il caso si chiude scagionando Natasha e incriminando il suo fidanzato, coinvolto nell'omicidio. Al termine Natasha chiede a Clark di darle metà dei soldi della refurtiva del suo ex ragazzo, e Clark, rischiando grosso, le concede questo solo sotto la promessa che cambi vita. Natasha consegna ad Arroyo una cassetta con la registrazione dell'incontro furtivo tra lei e Clark, e quest'ultimo minacciandola di non far parola, è pronto a usare questa prova per tenere sotto scacco Clark, che per lui è una minaccia alla promozione.
7 anni dopo: Clark ancora al funerale si dirige ad una tomba onorando un suo testimone come insegnatogli da Owen. Il testimone defunto è Natasha (1994-2012).
- Ascolti Stati Uniti: telespettatori 9 400 000[5]

## Segreti inconfessabili
- Titolo originale: Young Guns
- Diretto da: Mike Listo
- Scritto da: Phil Klemmer

### Trama
7 anni dopo: Clark è al turno di notte per motivare le giovani reclute.
7 anni prima: Clark e Owen sono al quartiere delle case popolari per una sparatoria che ha lasciato una vittima e un ferito, entrambi ragazzi. Arroyo intanto tiene Clark con la museruola a seguito delle vicende successe nel episodio precedente. La Squadra scopre che dietro questa sparatoria c'è una gang, il cui ragazzo morto e quello ferito sono componenti che avevano in ballo un grosso affare: un importante traffico di armi. Intanto Arroyo cerca tramite una manovra oscura di far ricadere la colpa della sparatoria sul capo della banda ed elemento di spicco della criminalità in città, e che per lui rappresenta un ottimo mezzo per una promozione. Alla fine Clark e Owen riescono a trovare il colpevole: la madre del ragazzo, che, durante un litigio con il figlio, a cui aveva anche preso parte l'amico deceduto, impugnando la pistola in un raptus sparò per proteggere il figlio dalla cattiva influenza dell'amico.
7 anni dopo: Clark ha finito il suo discorso e si sofferma ad incoraggiare e a consigliare un agente in particolare che si rivelerà il figlio di Arroyo.
- Ascolti Stati Uniti: telespettatori 7 410 000[6]

## Una vita esemplare
- Titolo originale: Role Models
- Diretto da: Matthew Penn
- Scritto da: Brett Mahoney

### Trama
7 anni prima: Il giorno del secondo anniversario della morte del fratello di McKenzie, Walter viene incaricato delle indagini sull'omicidio di un rispettato detective, ucciso mentre stava facendo da guardia del corpo ad un rapper. La vittima aveva molte conoscenze e anche il capo della polizia si interessa alle indagini. Quando Arroyo comincia a ricattare Clark per ottenere l'assegnazione del caso, Walter lo minaccia di rivelare la sua relazione con Deb. Il giovane investigatore si rende conto che Owen è l'unico a non esprimere parole di stima per la vittima e gli chiede il motivo. Ottenuta un po' di privacy lontano dalle orecchie del collega Vince Madrid, Don spiega a Clark che nel distretto dove il morto aveva lavorato molti reati venivano catalogati come minori per migliorare le statistiche di efficienza e ottenere rapide promozioni. Scartata rapidamente la pista delle vendette tra rapper, i due detective indagano sulle attività occulte della vittima e sulla sua contabilità.
7 anni dopo: Il capo della polizia Walter Clark va in prigione per incontrare il suo predecessore.
- Ascolti Stati Uniti: telespettatori 8 530 000[7]

## Circolo vizioso
- Titolo originale: Vicious Cycle
- Diretto da: Constantine Makris
- Scritto da: Andi Bushell

### Trama
In una valigia gettata tra i rifiuti viene rinvenuto il cadavere di Calvin McGee, vecchia conoscenza di Arroyo e Owen. Ottenuta la direzione del caso, Don e Walter vanno a parlare con April, sorella della vittima. La donna non prende di buon grado la visita di Owen, che ritiene responsabile della morte di un'altra sorella, Rochelle, uccisa mentre faceva l'informatrice per lui. Dal colloquio i detective vengono a sapere che Calvin lavorava all'aeroporto come responsabile dello smistamento bagagli e un collega rivela che la vittima aveva recentemente licenziato un sottoposto dopo averlo sorpreso a rubare. Nel frattempo Nora, la madre di Walter, annuncia al figlio di essersi disintossicata e lo prega di riammetterla nella sua vita e in quella di sua sorella Agnes.
- Ascolti Stati Uniti: telespettatori 9 260 000[8]

## Basta dire no
- Titolo originale: Just Say No
- Diretto da: Paul McCrane
- Scritto da: Jennifer Corbett

### Trama
La squadra si occupa dell'omicidio di Claudia Drexler, ex tossicodipendente e fondatrice di un ente no-profit rivolto alle persone con problemi di droga. La donna era sposata con il figlio di un potente politico, Marvin Drexler, con cui Clark entra subito in rotta di collisione. Il sindaco, oppositore di Drexler, prende sotto la sua ala il giovane detective e lo invita ad una partita di baseball. Nora, indebitata con uno strozzino per 7 000 dollari, chiede aiuto a Walter. Quando Lorraine - la moglie di Arroyo - contatta Deb, i due detective sospettano che la donna abbia scoperto la loro relazione.
- Ascolti Stati Uniti: telespettatori 8 070 000[9]

## Un proiettile per McKenzie
- Titolo originale: McKenzie on Fire
- Diretto da: Michael Watkins
- Scritto da: Christal Henry

### Trama
Le sorelle McGuire vengono aggredite in metropolitana e una delle due perde la vita per proteggere l'altra. Analizzando la scena del crimine McKenzie nota un proiettile che presenta gli stessi segni di quelli rinvenuti nel caso dell'omicidio di suo fratello. Le riprese delle telecamere di sorveglianza hanno inquadrato un uomo imparentato con una nota famiglia criminale irlandese, rivale di quella dei McGuire. Quando Ed McKenzie viene informato dei fatti tenta di farsi giustizia da solo.
- Ascolti Stati Uniti: telespettatori 7 830 000[10]

## False identità
- Titolo originale: Scapegoat
- Diretto da: Jamie Babbit
- Scritto da: Phil Klemmer e Alex Katsnelson

### Trama
Non appena viene assegnato loro l'omicidio del consigliere comunale Neville, Owen e Arroyo vengono informati dal tenente Kang di essere in lizza per una promozione. Sapendo che ci sono poche possibilità che vengano assegnati entrambi i passaggi di grado, Christian dà il via ad una competizione per risolvere il caso. Le indagini partono dal figlio del consigliere, indebitato con il gestore di una bisca per il suo vizio del gioco. Quando lo strozzino persuade i detective di non aver avuto interesse ad uccidere un parente così in vista di un pagatore regolare, Owen e Clark si orientano verso un'inchiesta della giornalista Margot Dixon incentrata sui movimenti del politico. Convinta a collaborare, la donna conduce gli investigatori al proprio appartamento per fornire loro le prove raccolte. Qui i detective sorprendono e catturano un ladro. Infortunatosi nell'inseguimento, Don viene convocato urgentemente in centrale per affrontare gli affari interni: una denuncia anonima ha messo a rischio la sua candidatura alla promozione. Dopo aver chiuso la sua relazione con Arroyo, McKenzie vede sempre meno di buon occhio il suo comportamento privo di scrupoli.
- Ascolti Stati Uniti: telespettatori 7 890 000[11]

## Espiazione
- Titolo originale: Atonement
- Diretto da: Vince Misiano
- Scritto da: Brett Mahoney, Andi Bushell

### Trama
Padre Santoya, noto per offrire aiuto e ospitalità ai criminali di strada, viene assassinato. Una serie di impronte insanguinate portano ad un vicino nascondiglio dove viene trovata Natasha Radkovich. La ragazza viene arrestata, ma si dichiara innocente e indirizza gli investigatori verso un altro sospettato. Verificato l'alibi dell'uomo, i detective trovano nel letto della giovane alcuni cellulari rubati. Natasha allora rivela a Clark di aver portato alla chiesa di Santoya un ragazzo croato conosciuto per strada e si offre di condurlo da lui. Margot rivela a Walter di essere sposata con il vicesindaco Carlton Holbrook, dal quale sta divorziando. Agnes, che da qualche giorno non riesce a contattare sua madre, inizia a cercarla, scoprendo così tutte le bugie che la donna le ha raccontato negli ultimi giorni.
- Ascolti Stati Uniti: telespettatori 8 070 000[12]

## Il sacrificio
- Titolo originale: Sacrifice
- Diretto da: Matthew Penn
- Scritto da: Andi Bushell, Brett Mahoney

### Trama
Il cadavere di una modella adolescente viene ripescato dalle acque. Quando la squadra irrompe nell'abitazione di un sospettato scopre che l'uomo è scappato dopo aver letto la notizia del proprio arresto sul sito internet del giornale di Margot. Arroyo, che ha notato lo stretto rapporto tra Clark e la Dixon, accusa il collega di aver fatto trapelare l'informazione. Holbrook offre un prestigioso incarico a Walter, mentre Agnes comincia a fare domande sul padre.
- Ascolti Stati Uniti: telespettatori 7 940 000[13]

## Un incidente fuori campo
- Titolo originale: Longshot
- Diretto da: Nick Gomez
- Scritto da: Brett Mahoney, Christal Henry, Jennifer Corbett

### Trama
Holbrook fa visita alla moglie Margot, sorprendendola in compagnia di Walter. Nel corso delle indagini sull'omicidio di un campione del basket, alla centrale arriva la madre di Clark. Nora consegna a Walter alcune lettere scritte dal padre che dimostrerebbero il suo affetto per la famiglia. Arroyo intanto cerca di riavviare la sua storia con McKenzie.
- Ascolti Stati Uniti: telespettatori 7 640 000[14]

## Il peso dei ricordi
- Titolo originale: Beast of Burden
- Diretto da: Karen Gaviola
- Scritto da: Andi Bushell, Alex Katsnelson

### Trama
Una prostituta viene assassinata in una camera d'albergo e le riprese della videosorveglianza dimostrano che il vicesindaco Holbrook è stato il suo ultimo cliente. Carlton allora ricatta Walter, minacciando di rivelare che da bambino aveva testimoniato il falso per fornire un alibi al padre, Walter Clark Senior. Intanto il detective Diaco è alle prese con il suo anziano genitore, sorpreso a vagare per la città.
- Ascolti Stati Uniti: telespettatori 6 990 000[15]

## Prossima domanda?
- Titolo originale: Next Question
- Diretto da: Jace Alexander
- Scritto da: Nicholas Wootton

### Trama
Ridotto a mansioni d'ufficio perché sospettato di aver piazzato false prove nel caso che coinvolge Holbrook, Walter viene incaricato da Don di lavorare sul suo vecchio cold case. Mentre i colleghi indagano su un delitto, Clark studia quello che è stato il primo omicidio di Owen. Nella mattina dell'11 settembre 2001 Don e il suo partner dell'epoca si stavano occupando della morte dell'operaio Dworaczyk, ucciso per aver sbagliato indirizzo. Dopo aver saputo da Agnes che il loro padre è tornato in città, Clark lo incontra per scoprire quali siano le sue reali intenzioni. Lorraine Arroyo intanto ha capito che il marito la tradisce e lo affronta.
- Altri interpreti: Michael Madsen (Walter Clark Sr.)
- Ascolti Stati Uniti: telespettatori 6 910 000[16]